# Elisa Erka
Elisa Erka, également connue sous son nom de naissance Élisa Ruschke, est une actrice et chanteuse française, née le 30 juin 1989 à Saint-Georges-de-Didonne.

## Biographie
Elle effectue des études au sein de l’École nationale supérieure des arts et techniques du théâtre jusqu'en 2012. Puis elle crée sa propre compagnie, La corde rêve, pour laquelle elle écrit, joue et met en scène. Elle amorce en parallèle une carrière au cinéma, avec des rôles secondaires dans Pour une femme de Diane Kurys, et dans Arrête ou je continue de Sophie Fillières. Elle obtient peu de temps après un rôle principal dans Rupture pour tous, d'Éric Capitaine, aux côtés de Benjamin Lavernhe,,. En 2017, elle se consacre aussi à une autre de ses passions, la musique, en enregistrant un EP électro-pop de quatre titres, Torrents. Elle sortira deux autres EP : Corps Météo en 2019 et Le Bruit du Monde en 2022.
Elle continue ensuite à se produire au cinéma, pour la télévision (notamment pour la série Crimes parfaits) et au théâtre, et à se consacrer à la musique.
En 2022, elle intègre la troupe de la Comédie-Française en tant qu'artiste auxiliaire.

## Filmographie
Sauf indication contraire, les informations mentionnées dans cette section peuvent être confirmées par les bases de données cinématographiques  présentes dans la section « Liens externes ».

### Cinéma
- 2013 : Pour une femme de Diane Kurys : Belle
- 2014 : Arrête ou je continue de Sophie Fillières : la fille Marouani
- 2016 : Rupture pour tous d'Éric Capitaine : Juliette
- 2019 : Le Dindon de Jalil Lespert : Clara
- 2021 : Tendre et Saignant de Christopher Thompson : Julia
- 2025 : Avignon de Johann Dionnet : Fanny

### Télévision
- 2018 : Crimes parfaits : Laura Mizon (saison 1, épisodes 3 : Mise en scène et 4 : Aux abois)
- 2019 : Crimes parfaits : Laura Mizon (saison 2, épisodes 11 : Un plat qui se mange froid et 12 : Pas de fumée sans feu)
- 2020 : Une belle histoire : Anaïs (épisodes 1 : Le baptême et 8 : Fin de course)
- 2021 : Crimes parfaits : Laura Mizon (saison 3, épisodes 11 : Sur un arbre perché et 12 : Contre vents et marées)
- 2022 : Le meilleur d'entre nous : Justine Guérin
- 2022 : Année Zéro d'Olivier Barma : Margot de Michelis
- 2023 : L'Art du crime de Floriane Crépin : Sofia Dompierre (saison 7, épisode 1 : Versailles, es-tu là ?)
- 2024 : Extra. de Jonathan Hazan et Matthieu Bernard : Océane
- 2024 : HPI : Juliette Barriot (saison 4, épisode 5 : L'effet râteau)
- 2024 : Section de recherches de Stéphane Kappes : Marine Bonnière (saison 17, épisodes 1 et 2 : Le 12e passager)
- 2024 : Mémoire vive d'Arnaud Malherbe : Célia Le Goff

### Publicité
- 2019 : L'Offre Unique d'Optical Center[6]
- 2022 : Le Caroussel, Roche Bobois (voix chantée)

### Doublage
- 2020 : Petit Vampire de Joann Sfar : la maîtresse d'école
- 2023 : The Kitchen : Angelina (Olivia-Rose Colliard)
- 2025 : Meurtres à Åre (sv) : ? (?)

## Théâtre
Sauf indication contraire ou complémentaire, les informations mentionnées dans cette section peuvent être confirmées par la base de données Les Archives du spectacle.
- 2012-2013 : Noéplanete, mise en scène Árpád Schilling, Théâtre national de Chaillot
- 2013 : Le testament de Vanda de Jean-Pierre Siméon, mise en scène Elisa Erka
- 2013-2016 : À la renverse de Karin Serres, mise en scène Pascale Daniel-Lacombe
- 2016 : Berberis de Karin Serres, mise en scène Elisa Erka, Comédie de Reims
- 2017 : Waynack de Catherine Verlaguet, mise en scène Annabelle Sergent, Le Quai
- 2018-2021 : Le Cercle des illusionnistes de et mise en scène Alexis Michalik, Théâtre de la Renaissance (Paris)[7]
- 2021 : Le Songe à la douceur de Clémentine Beauvais et Justine Heynemann, mise en scène de Justine Heynemann
- 2022 : Les Fourberies de Scapin de Molière, mise en scène Denis Podalydès, Salle Richelieu
- 2022 : Gabriel de George Sand, mise en scène Laurent Delvert, Théâtre du Vieux-Colombier
- 2022 : La Reine des neiges, l’histoire oubliée de Kay et Gerda de Hans Christian Andersen, mise en scène Johanna Boyé, Théâtre du Vieux-Colombier
- 2023 : La Dame de la mer d'Henrik Ibsen, mise en scène de Géraldine Martineau, Théâtre du Vieux-Colombier

## Publication
- 2017 : La Mère à boire[8]

## Musique
- 2018 : ERKA